# Ivan Stražemanac Kopijarević
Ivan Stražemanac Kopijarević (Stražeman, 1678. – Velika kod Požege, 1758.), hrvatski je ljetopisac iz BiH.
O njegovu školovanju nema podataka. U Beogradu izgradio samostan i detaljno opisao njegovu povijest. Godine 1729. biran za redodržavnika Bosne Srebrene. 
Djela: Paraphrastica et topographica expositio totius almae Provinciae Argentinae (ljetopis, 1993.). 